# Перейра, Алтамиро
Алтамиро Перейра (порт. Altamiro Pereira; род. 15 мая 1940, Рио-де-Жанейро) — бразильский футболист, нападающий.

## Карьера

### Клубная карьера
Во взрослом футболе дебютировал в 1958 году в клубе «Америка» (Рио-де-Жанейро), где отыграл первые три сезона своей игровой карьеры. В 1960 году вместе с клубом стал чемпионом Рио-де-Жанейро.
В 1962 году перешёл в клуб «Сан-Кристован», а с 1963 года выступал за другой бразильский клуб «Васко да Гама». В 1965 году перешёл в «Бонсусессо», а с 1967 года выступал за клуб «Мадурейра», но нигде надолго не задерживался. В 1967—1968 годах играл в составе клуба «Марсилио Диас». Завершил карьеру футболиста в 1968 году в клубе «Васко да Гама», куда вернулся менее чем на один сезон.

### Карьера в сборной
10 марта 1963 года провёл свой единственный матч в составе национальной сборной Бразилии в матче чемпионата Южной Америки против сборной Перу.

## Достижения
«Америка» (Рио-де-Жанейро)
- Чемпион Рио-де-Жанейро: 1960